# Kovács Zoltán (újságíró)
Kovács Zoltán (Budapest, 1952. szeptember 26. –) magyar újságíró, az Élet és Irodalom főszerkesztője.

## Életpályája
Szülei: Kovács Zoltán és Tuboly Erzsébet. 1974–1982 között az Eötvös Loránd Tudományegyetem Jogtudományi Karának hallgatója volt. Egyetemi évei alatt díszítő volt a Madách Színháznál. 1978-tól üzemi lapnál dolgozott. 1982–1984 között az Ifjúsági Magazin munkatársa volt. 1984–1987 között a Magyar Ifjúságnál dolgozott. 1987 óta az Élet és Irodalom munkatársa, rovatvezetője, 1991–1993 között főszerkesztő-helyettese, 1993 óta főszerkesztője.
Riportokat, publicisztikákat ír, ironikus, szatirikus hangnemben.

## Művei
- Nem rubel elszámolású hörcsög (riportok, publicisztikák, 1993)
- És újra hallgatag (publicisztikák, 1996)
- A színház csak ürügy - Keleti István utolsó ajándéka (társszerkesztő, 1996)
- Első oldal I.-III. (Megyesi Gusztávval és Váncsa Istvánnal, 1997-2001-2005)
- Fiúk a bányában (társszerkesztő, 2000)
- A nyolcvanas évek (irodalmi riportok, Megyesi Gusztávval, 2002)
- Fiúk a szőlőben. A Tokaji borcsaták per- és sajtóanyaga; szerk. Kovács Zoltán, Tarnói Gizella, riportsorozat szerzője Rajnai Attila; Élet és Irodalom, Budapest, 2005

## Díjai, elismerései
- Opus-díj (1994)
- Aranyolló-díj (1994)
- Radnóti Miklós antirasszista díj (2011)